# Peh
Das Peh war ein Flächenmaß und als Feldmaß in Rangun in Anwendung gewesen.
- 1 Peh = 625 Quadrat-Thas = 72,07664 Ar